# Georgios Kondylis
Georgios Kondylis (řecky: Γεώργιος Κονδύλης; 1878, Prousos – 1. února 1936, Athény) byl řecký voják a politik. V roce 1926 a znovu v roce 1936 byl krátce premiérem Řecka. V roce 1935 byl místopředsedou vlády. Zastával také různé ministerské funkce – obrany (1924, 1926, 1932–1933, 1933–1935), vnitra (1924-1925), námořnictví (1926, 1935). Proslul především tím, že v roce 1935 svrhl republiku a obnovil monarchii. A to přesto, že původně byl vášnivým republikánem a výrazně se angažoval při vyhlášení republiky roku 1922. Měl přezdívku Blesk.

## Život
Vstoupil do armády v roce 1896. Rok poté bojoval v krétském povstání proti osmanské nadvládě. Poté se zúčastnil bojů s Bulhary v Makedonii (1904–1908), kde vedl vlastní partyzánskou skupinu. Již jako důstojník se účastnil obou balkánských válek v letech 1912–1913. V nich byl povýšen na kapitána. Za první světové války, kdy v Řecku zuřil spor mezi králem, který chtěl spolupracovat s ústředními mocnostmi, a premiérem Eleftheriosem Venizelosem, který byl orientován na Trojdohodu, se postavil za Venizelose. Zúčastnil se i bojů na frontě, za což byl povýšen do hodnosti podplukovníka.
V roce 1920, stále ještě jako přesvědčený venizelista, se postavil proti návratu krále Konstantina I. Po republikánské revoluci v roce 1922, která svrhla monarchii, byl povýšen na generála. V říjnu 1923 potlačil pokus o roajalistické povstání. Poté, co král v prosinci uprchl ze země, odešel Kondylis z armády a vstoupil do politiky.
Byl zvolen do parlamentu ve volbách v roce 1923 původně za Demokratickou unii, později založil vlastní Národní republikánskou stranu (Εθνικό Δημοκρατικό Κόμμα), přejmenovanou v roce 1928 na Národní radikální stranu (κασθνικσσχεράσεις σσφάλαση). 24. srpna 1926 svrhl nekrvavým převratem diktaturu Theodorose Pangalose a sestavil vládu, která vyhlásila volby na listopad. Je pozoruhodné, že jeho strana se jich neúčastnila. On sám po volbách, v prosinci 1926, odešel z politiky. Vrátil se do ní v roce 1928.
Ve 30. letech se začal posouvat doprava. V roce 1932 se stal ministrem války výměnou za podporu konzervativní Populistické strany (Λαϊκὸν Κόμμα). Post si udržel i poté, co populisté v roce 1933 znovu vyhráli volby. Tvrdě potlačil pokus o státní převrat, který Venizelos a jeho lidé v březnu 1935 zahájili v Soluni. Záhy se stal nejmocnějším mužem v Řecku. Přistoupil jak k očištění armády a státní správy od osob s republikánskými sympatiemi, tak k odsouzení Venizelose v nepřítomnosti k smrti. Kondylis poté donutil prezidenta Alexandrose Zaimise, aby jej jmenoval novým premiérem. Téhož dne, kdy byl jmenován, Kondylis donutil Zaimise k rezignaci, prohlásil se regentem, zrušil republiku a 3. listopadu uspořádal plebiscit o obnovení monarchie. Ten byl zjevně zmanipulován, o čemž svědčí i výsledek – 98 procent hlasů pro obnovu monarchie.
Král Jiří II. se vrátil na trůn 25. listopadu a vzápětí Kondylise jmenoval předsedou vlády. V té době již Kondylis sympatizoval s fašismem. Doufal, že napodobí Benita Mussoliniho v Itálii, kterému se podařilo krále Viktora Emanuela III. proměnit v pouhou loutku. Narazil však hned na samém počátku. Král žádal amnestii politických odpůrců. Kondylis byl proti, ale král neustoupil. Nakonec Kondylis do střetu s králem nešel a rezignoval. Z politiky zcela neodešel, ve volbách v lednu 1936 spolupracoval s Ioannisem Rallisem (budoucím kolaborantem s nacisty). Brzy nato, 1. února 1936, však zemřel na infarkt.